# 熊谷瞳
熊谷 瞳（くまがい ひとみ、1977年9月21日 - ）は、山形テレビ (YTS) のアナウンサー。

## 来歴
山形県最上郡鮭川村出身。山形県立新庄北高等学校、福島大学教育学部小学校教員養成課程卒業。学生時代に打ち込んでいたスポーツはバレーボールで、小学校在学時から高校卒業まで続けていた。
大学4年時に「ミス花笠」に選ばれ、山形花笠まつりのPR活動に従事する。それが縁で山形テレビの関係者から声をかけられ、卒業後の2000年に同局の契約リポーターになる。そしてその翌年に入社し、同局のアナウンサーになる。
山形テレビが地上アナログ放送を行っていた頃には、アナウンス業務と並行して地上デジタル放送推進大使も務めていた。

## 担当番組
- スーパーJチャンネルYTSゴジダス - リポーター、メインキャスター
- 朝だ!生です旅サラダ（朝日放送） - 山形担当リポーター[5]
- ヒューマンバラエティ 日曜のマゼラン（東北地区ANN加盟7局製作番組） - 山形担当リポーター
- TVイーハトーブ 土曜のてっぺん（東北地区ANN加盟7局製作番組） - 山形担当リポーター
- 高校野球ダイジェスト[3]
- われらラーメン王国[3]
- 提言の広場 - 司会[6]
- YTSスペシャル 平成という時代 山形の30年（2019年4月22日）[7]
- YTSニュース - 不定期出演